# La generación de Pío
La Generación de Pío es una película española, dirigida y escrita por los Hermanos Rodrigo. 
Ha sido la primera película del cine español estrenada en Internet de manera gratuita. En su primer fin de semana alcanzó los 25.000 espectadores y cuatro meses después superó los 200.000 espectadores, lo que significa que comparada con los estrenos tradicionales estaría entre las 20 películas españolas más vistas en el año 2011.

## Sinopsis
Pío es un joven genio de la literatura que acaba de quedarse huérfano. Sus padres, fallecidos en extrañas circunstancias, le han dejado como único heredero de una enorme fortuna. El extravagante chico, ahora rico, decide crear una generación de escritores similar a la del 27. Con este fin convierte uno de sus palacetes en Residencia de estudiantes. Pero las cosas no salen como había previsto y, de golpe, se ve obligado a salir de su aislamiento social. El contacto con la realidad, nueva para él, no será fácil: el orgulloso Pío deberá enfrentarse a la amistad, al amor y a la traición con la torpeza de la inexperiencia.

## Festivales
- La película ha sido seleccionada en cinco festivales internacionales:
- Festival du nouveau cinéma Montréal: 2011
- Festival Internacional de cine de action on film: 2011
- Festival Internacional de cine independiente de Santa Fe: 2011
- Oaxaca FilmFest: 2011
- Maverick Movie Awards

## Nominaciones
En el festival Maverick Movie Awards ha sido nominada a mejor guion, mejor diseño de producción, mejor actor secundario y mejor diseño de sonido.